# دائرة عين تالوت
دائرة عين تالوت إحدى دوائر ولاية تلمسان عاصمتها عين تالوت. وتضم بلديتي:
- عين تالوت
- عين نحالة